# بييرباولو بيسولي
بييرباولو بيسولي (بالإيطالية: Pierpaolo Bisoli)‏ (20 نوفمبر 1966 ببوريتا تيرمي في إيطاليا - ) هو مدرب كرة قدم ولاعب كرة قدم إيطالي في مركز الوسط. لعب مع نادي ألساندريا ونادي إمبولي ونادي بريشيا ونادي بيروجيا ونادي بيستويسي ونادي كالياري ونادي فياريجو ونادي أريتسو.

## وصلات خارجية
- بييرباولو بيسولي على موقع قاعدة بيانات كرة القدم.إي يو (الإنجليزية)
- بييرباولو بيسولي على موقع عالم كرة القدم.نت (الإنجليزية)